# Schiffswerft Gebrüder Elsner
Die Schiffswerft Gebrüder Elsner war eine Maschinenfabrik und Werft in Koblenz, die von 1842 bis 1864 bestand. Sie war am Rhein eine der ersten Werften, die eiserne Dampfschiffe baute. Von ihnen sind knapp 30 nachgewiesen.

## Geschichte

### Gründung und Lage
1842 übernahmen die beiden namentlich nicht bekannten Brüder Elsner die kleine Maschinenfabrik Druckemöller in der Koblenzer Altstadt, die sich in der Friedrichstraße befand und die heute von der Friedrich-Ebert-Straße abzweigt. Zur Ausstattung der Maschinenfabrik gehörte eine Kupferschmiede. Angenommen wird eine weitere Ausstattung mit Bohrmaschinen und Drehbänken, gegebenenfalls auch eine kleine Gießerei. Produziert wurden regional benötigte Konstruktionen und Maschinenteile.
Für den Bau des ersten Nachens richteten die Brüder einen Bauplatz am linken Rheinufer in Höhe der Rheinlache ein. Um 1860 mussten sie diesen Bauplatz verlassen, da der Bereich seit 1856 zu den Rheinanlagen umgestaltet wurde. Der Werft wurde ein Bauplatz im damals noch selbständigen Lützel zugewiesen, auf dem die weiteren Bauten erfolgten.

### Wechsel zum Schiffbau
1850 trat der preußische Ingenieur-Hauptmann Friedrich Leuthaus an die Brüder heran und ließ eine von ihm entwickelte kleine Dampfmaschine mit 3 PS – oder zumindest Teile davon – in der Fabrik bauen, die als Antrieb für einen Nachen dienen sollte. Anschließend wurde ebenfalls in der Fabrik ein Schiffskörper aus Eisenblechen genietet. Da Leuthaus wie die Brüder über keine Erfahrung im Schiffbau verfügten, wurde der Nachen eine Fehlkonstruktion und bald verkauft.
Die erste Konstruktion sprach sich dennoch herum und ab 1851 folgten weitere Aufträge über eiserne Dampfschiffe. 1851 wurde ein Schiff nach Vallendar ausgeliefert, 1852 folgten Aufträge aus den weiter entfernten Rheingebieten, vom Neckar, von der Lippe und ab 1854 aus Ostfriesland, Oldenburg und dem nahen Trier. 1856 wurden bereits Schiffe bis nach Hamburg geliefert, weitere bis an die Weichsel.
Von der 1852 gebauten Prinzessin Louise ist eine zweizylindrige oszillierende Dampfmaschine als Antriebsanlage überliefert. Daher wird davon ausgegangen, dass auch die anderen Schiffe vergleichbare Maschinen erhielten. Alle Dampfer waren Raddampfer, lediglich bei einem Schiff ist ein Schraubenantrieb bekannt.

### Ende der Werft und Folgenutzung
1864 musste die Werft schließen. Einer der Brüder starb im Folgejahr, der andere wurde 1867 in die Irrenanstalt Andernach eingewiesen. Auf dem Gelände der Werft wurde anschließend die Maschinenfabrik, Kesselschmiede und Schiffbau-Anstalt Schaubach & Crämer gegründet, aus der 1917 die Gebr. Stumm GmbH als Werft hervorging.

## Bauliste
In der Literatur liegt bislang nur eine vorläufige Bauliste zu den Neubauten der Werft vor. Die angegebenen Längen- und Breitenangaben sind Circa-Werte.
| Jahr    | Baunummer | Name              | Auftraggeber                                                          | Abmessungen        | Anmerkungen                                                                          |
| ------- | --------- | ----------------- | --------------------------------------------------------------------- | ------------------ | ------------------------------------------------------------------------------------ |
| 1850    | 1         |                   | Gebrüder Elsner                                                       | 11,0 × 1,0 Meter   | Passagierdampfer mit 3 PS; Spekulationsbau, nach Java verkauft                       |
| 1851/52 | 2         | Gebrüder Elsner   | Heinrich Hamann, Peter Zell, Vallendar                                | 18,8 × 1,9 Meter   | Passagierdampfer mit 14 PS                                                           |
| 1852    | 3         | Prinzessin Louise | Joh. Müller, Joh. Wirtz, Adam Grenzhauser, Vallendar                  | 23,5 × 2,2 Meter   | Passagierdampfer mit 17 PS                                                           |
| 1852    | 4         | Stdt Mülheim      | Ristelhuber & Co., Köln                                               | 23,5 × 2,2 Meter   | Passagierdampfer mit 17 PS                                                           |
| 1853    | 5         | Stolzenfels       | Anton Thier, Joh. Jacob Volk, Trier                                   | 23,5 × 2,2 Meter   | Passagierdampfer mit 17 PS                                                           |
| 1853    | 6         | Drachenfels       | Lokalfahrt Bonn-Königswinter                                          | 40,0 × 4,3 Meter   | Passagierdampfer mit 120 PS                                                          |
| 1853    | 7         | Clementina        | Graf de Croy, Boppard                                                 | 23,5 × 2,2 Meter   | Passagierdampfer mit 104 PS                                                          |
| 185?    | 8         |                   | aus dem Neckargebiet                                                  | 27,5 × 2,5 Meter   | Passagierdampfer mit 20 PS, in die Schweiz verkauft                                  |
| 185?    | 9         |                   | aus dem Neckargebiet                                                  | 27,5 × 2,5 Meter   | Passagierdampfer mit 24 PS, in die Schweiz verkauft                                  |
| 1854    | 10        | Stadt Mülheim     | Ruhr-Dampfschiffahrts-Gesellschaft, Mülheim                           |                    | Passagierdampfer / Zugraddampfer mit 25 PS                                           |
| 1854    | 11        | Stadt Kettwig     | Ruhr-Dampfschiffahrts-Gesellschaft, Mülheim                           | 34,4 × 6,9 Meter   | Zugraddampfer mit 25 PS                                                              |
| 1854    | 12        | Moselthal         | aus Trier                                                             | 18,8 × 1,9 Meter   | Passagierdampfer mit 14 PS                                                           |
| 185?    | 13        |                   | aus dem Ruhrgebiet                                                    | 28,2 × 2,8 Meter   | Passagierdampfer mit 25 PS                                                           |
| 185?    | 14        |                   | aus dem Raum Wesel / Ruhrort                                          | 23,5 × 2,2 Meter   | Passagierdampfer, Schiff vom Auftraggeber nicht abgenommen; in die Schweiz verkauft; |
| 1854    | 15        | Stählin           | Stählin & Wagner, Lippegebiet                                         |                    | Zugraddampfer mit 80 PS                                                              |
| 1854    |           | Concordia         | Carolinsieler-Wittmunder Dampfschiffahrts-Gesellschaft, Carolinensiel | 16,3 × 2,4 Meter   | Passagierdampfer mit 14 PS                                                           |
| 1855    | 16        | Bad Ems           | Max Hayn, Koblenz                                                     | 26,7 × 2,5 Meter   | Passagierdampfer mit 23 PS                                                           |
| 1855    |           | Hunte             | Munter & Co., Oldenburg                                               | 27,0 × 2,4 Meter   | Passagierdampfer mit 22 PS                                                           |
| 1855    |           | Tilsit            | Marcus Cohn & Sohn, Königsberg                                        | 27,0 × 2,8 Meter   | Passagierdampfer mit 35 PS                                                           |
| 185?    | 17        |                   | aus den Niederlanden                                                  | 20,4 × 2,8 Meter   | Passagierdampfer mit 20 PS                                                           |
| 1856    | 18        | Bromberg          | Carl H. Wentscher, Bromberg                                           | 28,2 × 2,8 Meter   | Passagierdampfer mit 25 PS                                                           |
| 1856    |           | Danzig            | P. Töplitz & Co., Danzig                                              | 28,2 × 2,8 Meter   | Passagierdampfer mit 25 PS                                                           |
| 1856    |           | Kazimirz          | Graf Zamoyski, Warschau                                               | 29,6 × 3,84 Meter  | Passagierdampfer mit 25 PS                                                           |
| 1857    |           | Helene            | G. A. Droege, Hamburg                                                 | 34,4 × 6,9 Meter   | Passagierdampfer mit 30 PS                                                           |
| 1857    |           | Weichsel          | Julius Rosenthal, Bromberg                                            |                    | Passagierdampfer                                                                     |
| 1857    |           | Misdroy           | Baron von Putkamer, Stettin                                           |                    | Zugraddampfer mit 25 PS                                                              |
| 1858    |           | Zuversicht        | Joh. Jacob Volk, Koblenz                                              | 29,8 × 3,0 Meter   | Passagierdampfer                                                                     |
| 1858    |           | Orcan             | Stettiner Dampf-Schlepp-Schiffahrts-Gesellschaft, Stettin             |                    | Zugraddampfer mit 50 PS                                                              |
| 1862    |           |                   | Auftraggeber                                                          | 18,52 × 4,86 Meter | Dampfbagger                                                                          |